# Tickells lijster
Tickels lijster (Turdus unicolor) is een zangvogel uit de familie lijsters (Turdidae). De wetenschappelijke naam van de soort werd in 1833 gepubliceerd door Samuel Tickell. Het is een algemeen voorkomende vogelsoort in het Himalayagebied.

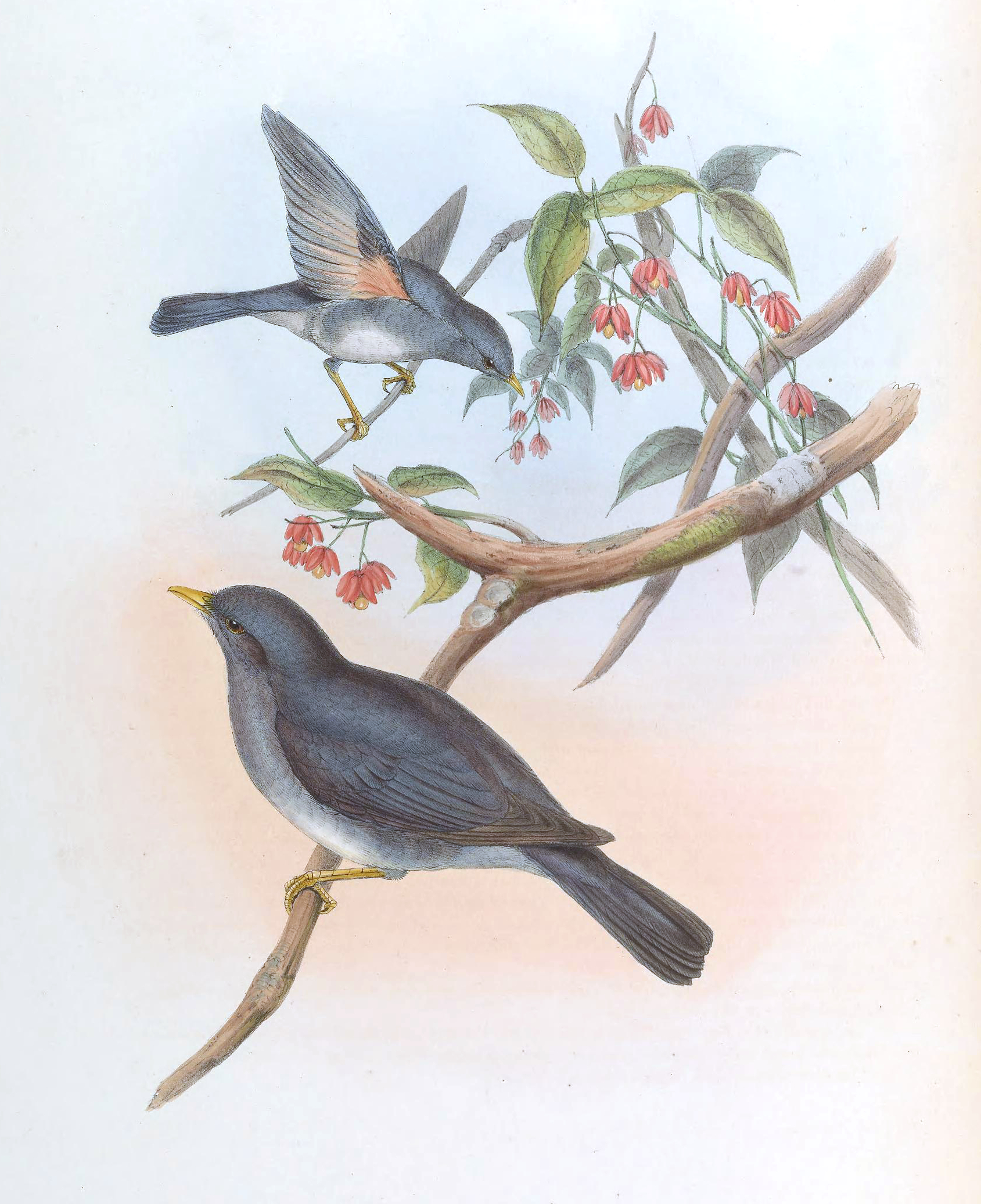
Afbeelding door John Gould.

## Kenmerken
De vogel is 20 tot 25 cm lang. Het mannetje is egaal askleurig grijs, van onder iets bleker dan van boven. De snavel is geel net als de poten en de ring rond het oog. Het vrouwtje is bleek olijfkleurig bruin van boven en licht roodbruin op de flanken en de buik. De snavel en de poten zijn geelachtig bruin.

## Verspreiding en leefgebied
Deze soort komt voor in Bangladesh, Bhutan, India, Nepal en Noord-Pakistan. In de winter verblijft de vogel in aangrenzende gebieden tot in West-Pakistan, India en Bangladesh. Zij broeden in loofbos in heuvel- en bergland tussen de 1200 en 2400 meter boven zeeniveau, maar ook in agrarisch gebied en tuinen mits daar stukken natuurlijk bos voorkomen. Wordt soms als schadelijke vogel aangemerkt in plantages met abrikoos en appel.

## Status
Het is een algemene vogel binnen het verspreidingsgebied en staat daarom als niet bedreigd op de Rode Lijst van de IUCN.